# 岡山県道361号畑沖勝間田線
岡山県道361号畑沖勝間田線（おかやまけんどう361ごう はたおきかつまだせん）は、岡山県美作市から勝田郡勝央町に至る一般県道である。

## 概要
美作市巨勢（こせ）から勝田郡勝央町勝間田に至る。路線名称に用いられている畑沖は美作市巨勢の小字である。

### 路線データ
- 起点：岡山県美作市巨勢（国道374号上）
- 終点：岡山県勝田郡勝央町勝間田（国道179号交点）

## 路線状況

### 道路施設

#### 橋梁
- 小矢田橋（滝川、勝田郡勝央町）

## 地理

### 通過する自治体
- 岡山県
  - 美作市 - 勝田郡勝央町

### 交差する道路
| 交差する道路                                     | 市町村名 | 市町村名 | 交差する場所 | 交差する場所 |
| ------------------------------------------------ | -------- | -------- | ------------ | ------------ |
| 国道374号 重複区間起点                           | 美作市   | 美作市   | 巨勢（こせ） | 起点         |
| 国道374号 重複区間終点 岡山県道349号吉ヶ原美作線 | 美作市   | 美作市   | 湯郷         |              |
| 国道374号 / 美作岡山道路                         | 勝田郡   | 勝央町   | 小矢田       | [ 注釈 1 ]   |
| 国道179号 国道374号 重複                         | 勝田郡   | 勝央町   | 勝間田       | 終点         |

### 交差する鉄道
- 姫新線

### 沿線
- 湯郷温泉
- JR西日本姫新線 勝間田駅